# Красная (приток Малой Елани)
Красная — река в России, протекает по Воронежской области по оврагу Красная Речка (в верховьях — по логу Большой Братковский). Устье реки находится в 1 км по левому берегу реки Малая Елань. Длина реки составляет 10 км.

## Данные водного реестра
По данным государственного водного реестра России относится к Донскому бассейновому округу, водохозяйственный участок реки — Савала, речной подбассейн реки — Хопер. Речной бассейн реки — Дон (российская часть бассейна).
Код объекта в государственном водном реестре — 05010200312107000007263.